# Robin de Puy
Robin de Puy (Oude-Tonge, 2 september 1986) is een Nederlands fotograaf. Ze won in korte tijd diverse prijzen en werkte onder andere voor de bladen de Volkskrant, LINDA. en New York Magazine, en de organisaties G-Star, Het Nationale Ballet en de Universiteit Maastricht.

## Loopbaan
De Puy studeerde in 2009 af aan de Fotoacademie. Met haar afstudeerproject 'Meisjes in de prostitutie' won ze The Photo Academy Award. In 2014 ontving ze de Zilveren Camera Nationale Portretprijs voor een portret van collega-fotografe An-Sofie Kesteleyn. In de jaren na haar afstuderen volgde een overvloed aan opdrachten en na een tijd realiseerde ze zich dat ze zelf geen invloed meer had op wie er voor haar camera verscheen.
In mei 2015 vertrok ze daarom naar Amerika voor een roadtrip van 13.000 km op een Harley-Davidson. Haar belangrijkste bagage was een camera en een lamp. Twee weken van de drie maanden durende roadtrip en haar manier van omgaan met haar angststoornis, zijn vastgelegd in de documentaire Ik ben het allemaal zelf, van filmmaker Simone de Vries en cameraman Maarten van Rossem. De documentaire is in 2017 genomineerd voor een International Emmy Award.
De beelden uit de roadtrip zijn gebundeld in de publicatie If This is True, I'll Never Have to Leave Home Again (2016, uitgeverij Ludion). De publicatie werd onder andere aanbevolen door de Volkskrant en door Time Magazine:
"The American road trip is a photographic trope that's often abused by countless photographers, but Robin de Puy, through her truly personal approach, has produced an opus that sets her apart from the masses. Her American road trip spanned 8,000 miles on a motorcycle, but you'll rarely see pictures of stunning landscapes in her work. Instead, the Dutch photographer chose to focus on the people she met – sharing personal experiences that many photographers would shun. The result is a stunning study of today's America made all the more relevant after the election."
In 2016 volgde haar eerste solo museumshow in Fotomuseum Den Haag. Per 7 september 2016 werd ze door Fotoweek (een initiatief van het Nederlands Fotomuseum en FOAM) voor een jaar benoemd tot Fotograaf des Vaderlands. Voor BredaPhoto maakte ze in het kader van Fotoweek een serie over haar oudoom, die leed aan Alzheimer.
In 2018 opende haar tweede solo museumexpositie Randy in het Bonnefantenmuseum. Het was een verlengstuk van haar laatste Amerika-project. Randy was nog maar een tiener toen ze hem tegenkwam in Ely (Nevada) in de laatste week van haar roadtrip. Ze zocht hem diverse keren op in 2016 en 2017 om hem te fotograferen en te filmen. In het Bonnefanten werd de wereld van Randy getoond in de vorm van een fotografie- en filminstallatie. Uitgeverij Hannibal drukte De Puy's tweede gelijknamige publicatie Randy. "A joyous, mysterious portrait of rural American boyhood", aldus The New Yorker. Begin 2019 volgde de solo-expositie LOVE ME in The Ravestijn Gallery.
Met een foto van Remco Campert won ze in 2019 de Rabo Photographic Portrait Prize (voorheen de Nationale Portretprijs).
In 2020 werkte ze aan een opdracht van de Universiteit Maastricht voor een portrettengalerij op groot formaat voor het vernieuwde carrégebouw op het terrein van de Tapijnkazerne. De portretten van onder anderen Maastrichtse studenten, maar ook van een hoogzwangere vrouw en een negentigjarige, zijn afgedrukt op een dertig meter lang zonnescherm voor de glazen pui bij de ingang. Het kunstwerk werd op 31 augustus 2020 onthuld.

## Foto's van Robin de Puy voor The Wall of Life (2016)

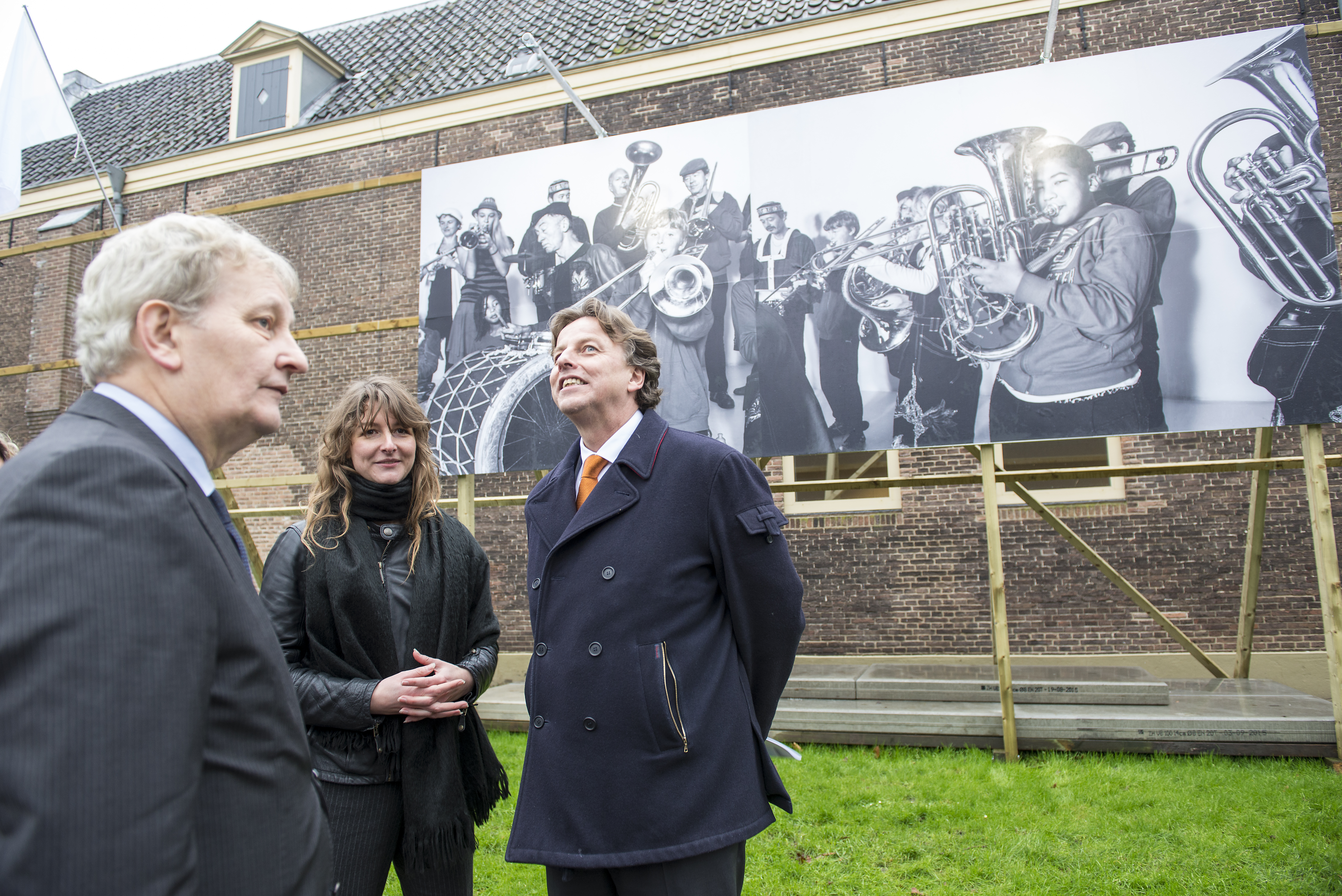
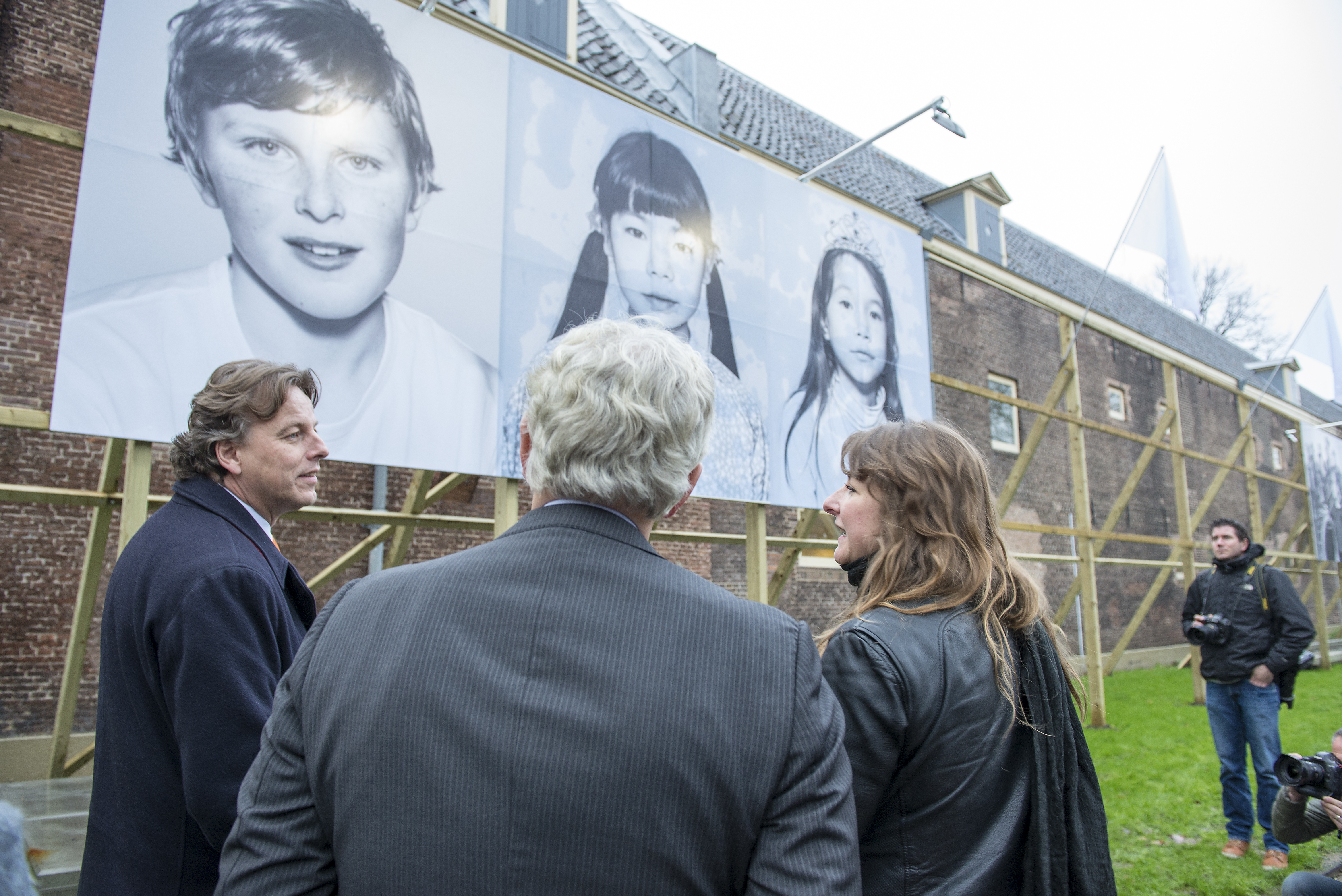
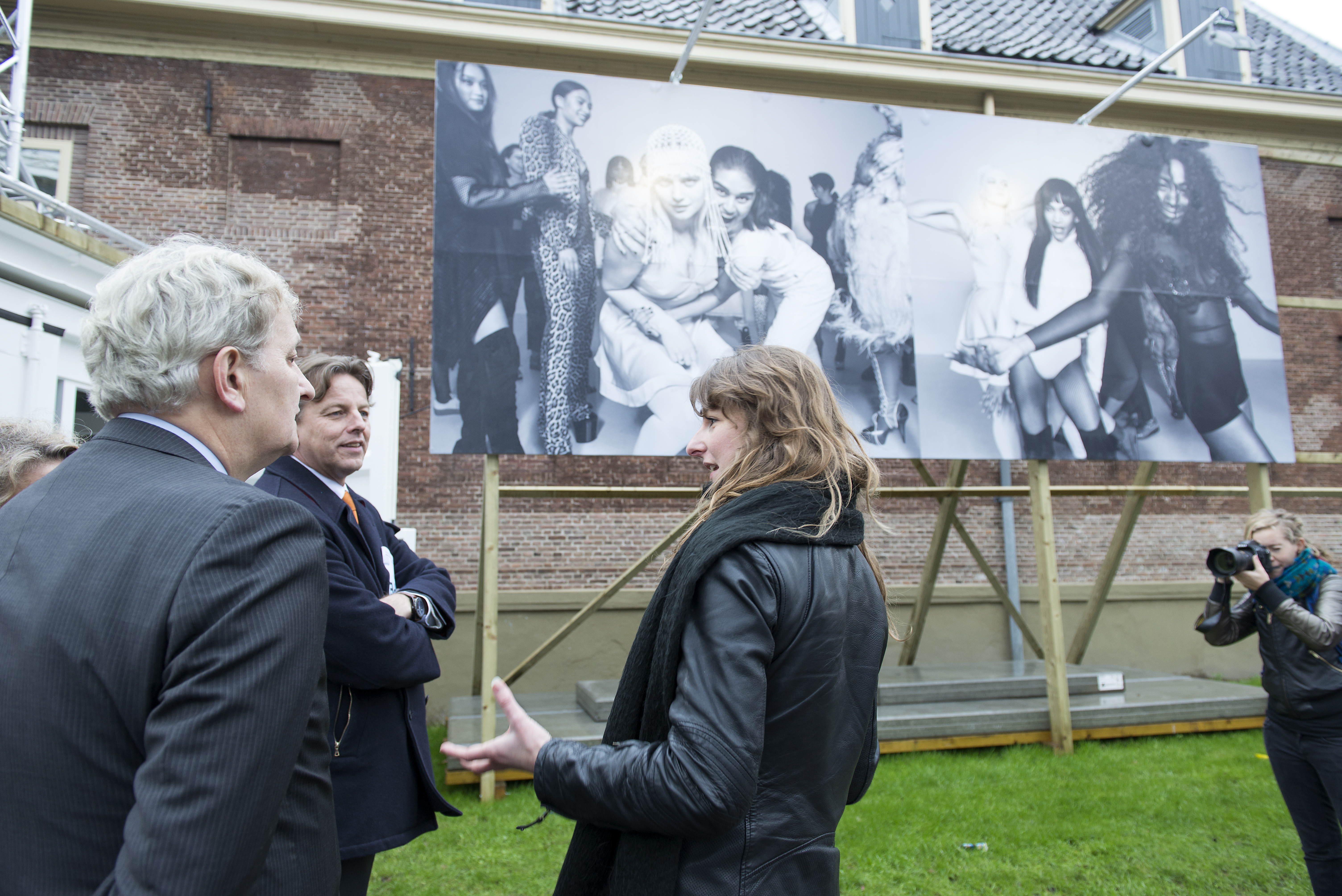
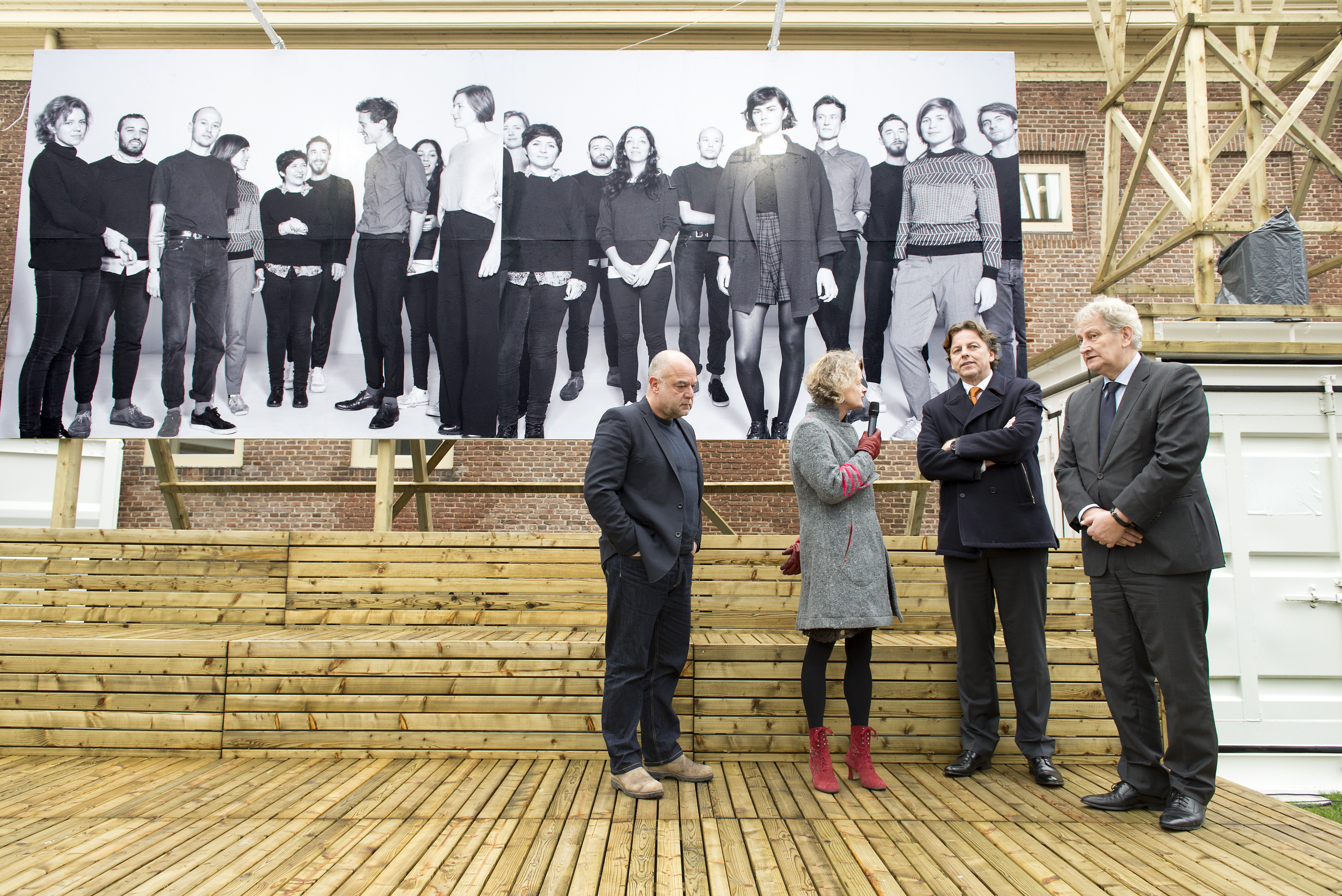
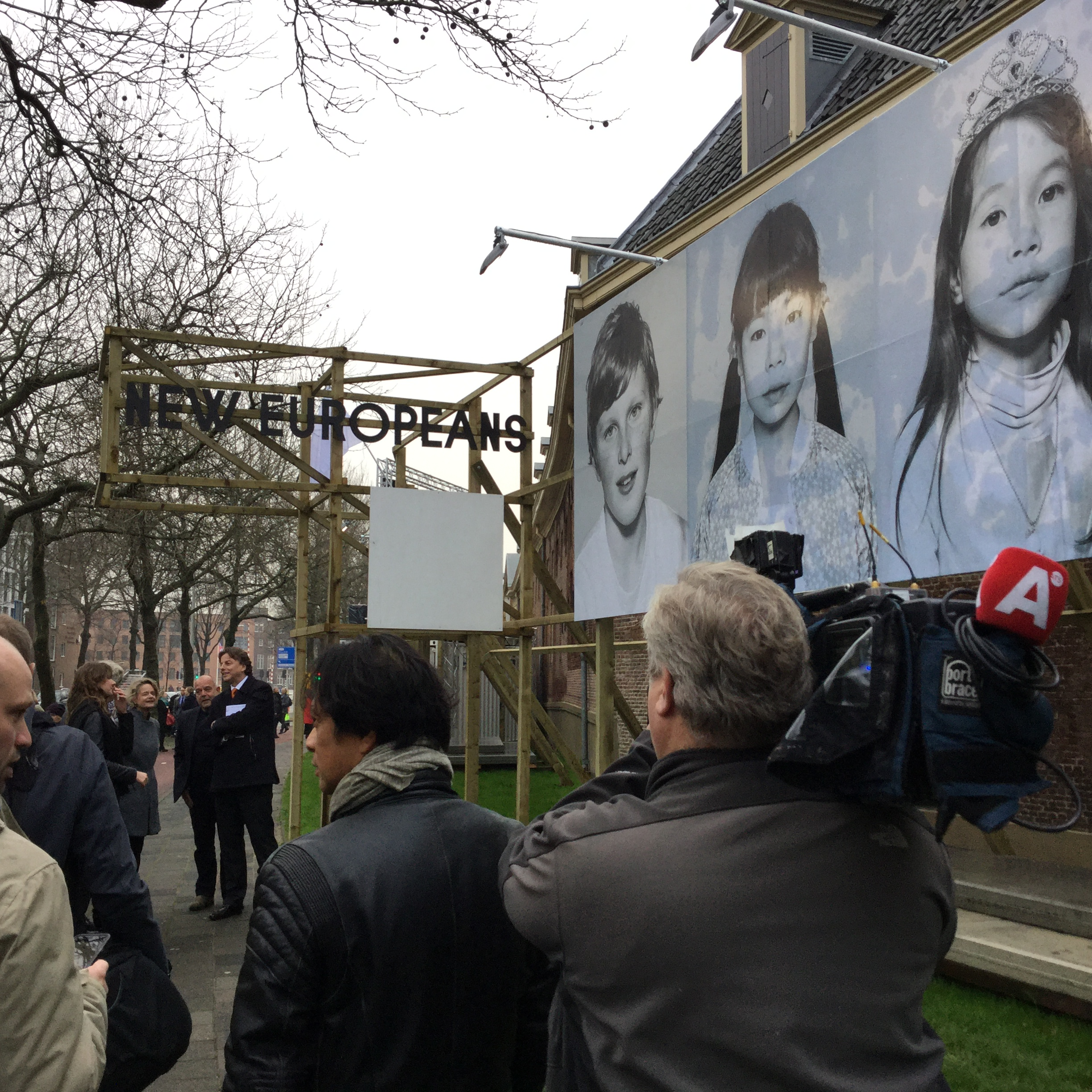

## Foto's van Robin de Puy voorThe Wall of Life(2016)[8]
- Gemeinsame Normdatei: 103118239X
- International Standard Name Identifier: 0000 0003 9973 0347
- Library of Congress Control Number: no2016138020
- RKD-Nederlands Instituut voor Kunstgeschiedenis: 420531
- Virtual International Authority File: 294829829
- WorldCat: E39PBJkHkrDhHTGW8rrPkw97HC